# Назайкинский, Владимир Евгеньевич
Влади́мир Евге́ньевич Назайкинский (род. 25 февраля 1955 года) — советский и российский математик, специалист в области чистой и прикладной математики, член-корреспондент РАН (2016).

## Биография
Родился 25 февраля 1955 года в семье музыковеда Е. В. Назайкинского.
В 1971 году окончил среднюю физико-математическую школу № 2 города Москвы, в 1977 году — Московский институт электронного машиностроения, специальность «Прикладная математика».
В 1981 году защитил кандидатскую диссертацию «Упорядочение и регулярные представления некоммутирующих операторов» (научный руководитель — В. П. Маслов). Работал в НИИ АСУ Госплана РСФСР (1977—1986), в Московском институте электронного машиностроения (1986—1990 и 1993—1995), на факультете ВМК МГУ им. М. В. Ломоносова (1990—1993) и на физическом факультете (1995—1999). В 2014 году защитил докторскую диссертацию «Обобщения канонического оператора Маслова и их приложения в математической физике».
28 октября 2016 года избран членом-корреспондентом РАН по Отделению математических наук.
Ведущий научный сотрудник лаборатории механики природных катастроф Института проблем механики имени А. Ю. Ишлинского РАН. Преподавал по совместительству в Московском институте электроники и математики (2006—2008) и Московском физико-техническом институте (с 2008).

## Научная деятельность
Специалист в области чистой и прикладной математики.
Автор 110 научных работ, из них 9 монографий.
Основные научные результаты:
- разработаны новые методы построения асимптотических решений дифференциальных уравнений волнового типа, в частности, уравнений с вырождением на границе области;
- изучены приложения методов теории разбиений и аналитической теории чисел к задачам статистической физики и информатики.
- получены формулы индекса типа Атьи-Зингера для нелокальных эллиптических операторов, коэффициенты которых содержат операторы сдвига;
- доказан общий принцип локализации в теории индекса эллиптических операторов, и этот принцип применен для исследования эффекта Ааронова — Бома в графене.

Ведет преподавательскую работу на кафедре математики и математической физики ИНБИКСТ МФТИ, член редколлегии журнала «Russian Journal of Mathematical Physics».